# Limnephilus recultus
Limnephilus recultus is een fossiele soort schietmot uit de familie Limnephilidae.